# Cibeber II
Cibeber II is een bestuurslaag in het regentschap Bogor van de provincie West-Java, Indonesië. Cibeber II telt 8762 inwoners (volkstelling 2010).